# Givira rabidan
Givira rabidan is een vlinder uit de familie van de Houtboorders (Cossidae). De wetenschappelijke naam van de soort is voor het eerst gepubliceerd in 1937 door Harrison Gray Dyar Jr. en William Schaus.